# Michel - Na Balada
Michel - Na Balada este al treilea album (al doilea album live) al cântărețului brazilian Michel Teló. Albumul a fost înregistrat în timpul turneului Fugidinha Tour într-o serie de 5 prezentări în orașe diferite, cuprinse între 25 septembrie și 4 octombrie 2011. Albumul a fost lansat în decembrie 2011 (Brazilia) de către casa de discuri Som Livre, iar în ianuarie 2012 și pe plan internațional de către Universal Music. Conform criticilor, a fost cel mai bun album al anului.

## Generalități
După succesul internațional cu melodia "Ai Se Eu Te Pego", aceasta a fost inclusă în toate albumele cântărețului. Michel a spus despre noul album că va conține melodii în stiluri curente.

## Genuri

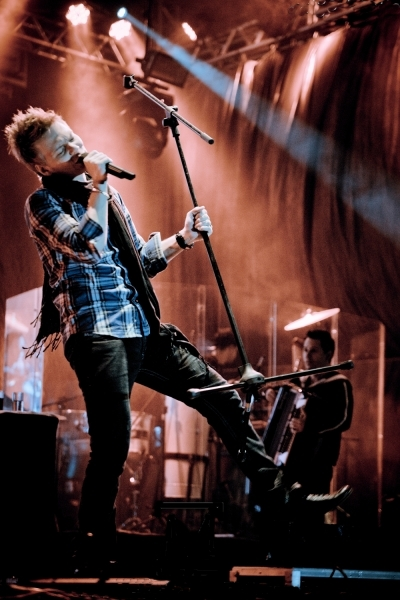
Michel Teló cântând Ai Se Eu Te Pego

Albumul reunește mai multe genuri ca: sertaneja,muzică electronică, pop și samba - rock.
Ai Se Eu Te Pego este un amestec între pop și sertaneja. Humilde Residência este un amestec de sertaneja și samba-rock. Eu te amo e open bar este un ameste între sertaneja și muzică house. Eu te amo e open bar arată faptul că lui Teló îi place muzica românească, cântecul fiind inspirat de Dragostea din Tei, cântec lansat de O-Zone.